# Palacio Insular
El Palacio Insular es un edificio de la ciudad española de Santa Cruz de Tenerife, sede del Cabildo Insular de Tenerife. Obra del arquitecto masón José Enrique Marrero Regalado, y ejecutado entre 1935 y 1940, se encuentra localizado en la Plaza de España. El edificio destaca por su gran torre coronada por un reloj encargado en 1950 y que es uno de los símbolos más reconocibles de la ciudad de Santa Cruz de Tenerife.

## Historia y características
El proyecto del edificio fue el resultado de un concurso que la Diputación Provincial falló a favor del arquitecto Enrique Marrero Regalado en 1934. El técnico llegó a realizar en colaboración con el arquitecto Schneider cuatro proyectos, de los cuales dos eran de tipo monumental y dos racionalistas; resultó elegida la cuarta solución, de gran empaque monumental. Las propuestas ofrecían respuestas no solo al aspecto de la fachada, sino también al desarrollo de las plantas y usos, resolviendo también la ordenación de la plaza contigua y los accesos a la ciudad. La primera fase fue adjudicada en 1934 por la cantidad de 2,3 millones de pesetas y los trabajos comenzaron al año siguiente. En un principio, se contempló la posibilidad de destinar los bajos del edificio a la instalación de locales comerciales y las plantas superiores a un hotel. Esta última opción fue desechada.

Vista del edificio

Su planta es de forma rectangular desarrollada sobre un gran patio de luces. En tres de sus vértices existe una torre que sobresale una planta sobre el cuerpo del edificio y sólo el vértice noroeste presenta la gran torre-reloj de seis alturas. La composición de la fachada presenta un esquema de gran monumentalidad, con una galería porticada de medio punto en planta baja, y grandes pilastras toscanas que recorren la totalidad de la fachada. En los intercolumnios se articulan cinco ventanas, que llegan hasta un entablamento de arquitrabe corrido y friso liso, en donde aparece el  nombre de la institución. Sobre este se desarrolla otra altura con los mismos huecos y una cornisa que enmarca en el centro un escudo. Remata este cuerpo una balaustrada.
Las restantes fachadas repiten en el centro de cada frontis el mismo diseño de la principal. En el interior del edificio se puede encontrar una interesante colección de arte, en la que se incluye los murales que adornan completamente el Salón Noble, popularmente llamado la "Capilla Sixtina de Canarias", con pinturas realizadas en 1960 por el pintor José Aguiar. Los murales relatan una sucesión de escenas donde se diferencian la cara sur del mural con una representación bajo los temas de "Muchachas", "Divinidad solar", "El Nacimiento de las islas", "La Tierra y las madres", "Diosa con frutos", "Aparición de la Virgen de Candelaria y la Evangelización del indígena". La cara oeste está dedicada a escenas campesinas haciendo referencias al folclore de las Islas Canarias a través de un motivo central de la composición que plasma un balcón festivo. La cara este tiene como tema central escenas que reflejan la relación de la vida de las gentes con el mar y escenifica sus labores tanto de pesca como de trabajos portuarios. El mural aborda tanto mitos del pueblo aborigen guanche como acontecimientos históricos y escenas sociales y económicas del archipiélago.
El proyecto fue firmado en julio de 1934, iniciándose las obras seis meses después, durando los trabajos hasta 1940. La amplitud del edificio hizo pensar en compatibilizar sus funciones. Finalmente, ante el peligro de que el gremio militar se hiciera cargo de él, se llevó a cabo una apresurada mudanza. El inmueble quedó concluido a finales de 1940 y sus oficinas tuvieron que ser ocupadas rápidamente, dado que el capitán general había manifestado la intención de destinarlas a usos propios de la administración militar. En cualquier caso, el nuevo edificio albergó en su momento diferentes dependencias de entidades ajenas al Cabildo junto a las que estaban reservadas a este último. Así, fue residencia del gobernador civil y sede de Iberia, de la Junta Provincial de Propaganda, de la Junta Administrativa de Obras Públicas y del Distrito Minero y, durante un tiempo, también de la Delegación de Hacienda. En la actualidad, el Palacio Insular de Tenerife solo acoge departamentos propios del Cabildo, que cuenta, además, con otras oficinas descentralizadas en diversas localidades y con distintas sedes en otros puntos del área metropolitana.
En enero de 2014 se incoó expediente para declaración de bien de interés cultural. En agosto de 2017, por su parte fue declarado como tal. Ya en noviembre de 2011, las pinturas del interior del edificio había sido declaradas bien de interés cultural.